# Teorema di Henkin
Il Teorema di Henkin è una dimostrazione della completezza di un sistema formale, ottenuta nel 1949 dal logico Leon Henkin.
Il risultato che è oggetto della dimostrazione era stato ottenuto per primo da Kurt Gödel nel 1929, ma la versione di Henkin è una semplificazione della dimostrazione, con un allentamento delle precondizioni.